# Sałki Wielkie
Sałki Wielkie (lit. Didžiosios Sėlos) − wieś na Litwie, zamieszkana przez 167 ludzi, w gminie rejonowej Soleczniki.